# Motocicleta Millet
A motocicleta Millet, projetada em 1892 por Félix Théodore Millet, pode ter sido a primeira motocicleta (ou bicicleta motorizada ) a usar pneus. Tinha um motor rotativo de configuração radial incomum incorporado na roda traseira, que se acredita ser o primeiro a ser usado para acionar um veículo para transporte de pessoas.

## Histórico da produção
Um protótipo com motor rotativo de roda traseira foi executado em 1892. Os direitos de produção foram adquiridos por Alexandre Darracq em 1894. A produção foi interrompida após uma participação malsucedida na corrida Paris–Bordeaux–Paris de 1895.

## Tecnologia
Os cinco cilindros foram montados radialmente na roda traseira, com as bielas diretamente conectadas à manivela fixa do eixo traseiro de perfuração oca. O pára-choque traseiro serviu como tanque de combustível; um carburador de superfície e um filtro de ar foram localizados entre as rodas. A ignição era elétrica através da combinação de pilha de Bunsen e bobina de indução. Millet usou um punho rotativo no guidão para sua operação. A partida era com pedais, para que a motocicleta pudesse ser movida mesmo após a falha do motor. A potência máxima foi avaliada em 1,2 hp, potência contínua em 0,74 hp a 180 rpm. Com a potência nominal contínua, a bicicleta deve ter atingido uma velocidade de 35 km/h.